# Kimmo Innanen
Pour les articles homonymes, voir Innanen.
Kimmo Albin Innanen, né le 12 mars 1937 à Kirkland Lake (Ontario, Canada), mort le 3 août 2011 à Toronto (Ontario, Canada), est un astrophysicien canadien d'origine finlandaise.
L'astéroïde (3497) Innanen a été nommé en son honneur.